# Автопсія (Доктор Хаус)
«Автопсі́я» (англ. Autopsy)  — друга серія другого сезону американського телесеріалу «Доктор Хаус». Прем'єра епізоду проходила на каналі FOX 13 вересня 2005. Доктор Хаус і його команда мають врятувати 9-річну дівчинку з пухлиною, у якої починаються галюцинації.

## Сюжет
Хаус і його команда мають знайти причину галюцинацій у 9-річної Енді, яка хвора на рак. Тести показали, що рак у стані ремісії і тому він не пов’язаний з галюцинаціями. Чейз робить Енді аналіз артеріальної крові, щоб підтвердити гіпоксію. Під час цієї процедури Енді каже, що ні разу не цілувала хлопця. Чейз запевняє, що в неї ще буде такий випадок, але дівчині 9 років і їй залишився тільки 1 рік. Енді просить Чейз поцілувати її, спочатку він не наважується, але потім виконує прохання. Хаус виявляє м’яку пухлину. Її було видалено, але галюцинації не припинились. Тепер Хаус вважає, що тромб міг закупорити прохід крові до серця. Щоб перевірити це лікарям доведеться призупинити життя Енді на хвилину. За цю хвилину їм потрібно вилити з неї 2-3 літри крові, а потім влити її назад. Під час влиття лікарі мають пильно слідкувати і, якщо воно є, помітити тромб. Під час «процедури» Форман в останні секунди помічає тромб і, після цього, дівчинці успішно роблять операцію.
Після виписки вся лікарня зібралась попрощатись з мужньою дівчиною. Енді також підійшла до Хауса і обнявши його сказала: «На дворі сонце, вам варто вийти пройтися». В кінці серії Хаус бере на прокат мотоцикл і під пісню Елвіса Костелла «Beautiful» їде по дорозі.